# Elaphidion splendidum
Elaphidion splendidum là một loài bọ cánh cứng trong họ Cerambycidae.